# REG
REG-файлы — текстовые файлы для последующего внесения данных в реестр Windows.
Самый первый REG-файл SETUP.REG от Windows 3.1 имел структуру, несколько отличную от современных REG-файлов, но уже очень похожую.

## Структура файлов
Файлы должны иметь следующую структуру:
```
REGEDIT4
 
или
 
Windows Registry Editor Version 5.00

[Путь
 
к
 
подразделу]

"Ключ1"
=
"Тип:Значение"

"Ключ2"
=
"Тип:Значение"

[Путь
 
к
 
подразделу]

"Ключ3"
=
"Тип:Значение"

```

Файлы для Windows 9x и NT 4.0 должны начинаться со строки REGEDIT4 и быть сохранёнными в кодировке Windows-1252.
Файлы для Windows 2000 и младших версий должны начинаться со строки Windows Registry Editor Version 5.00 и быть сохранёнными в кодировке Unicode.

Если в значениях параметров используются специальные символы (\, " и другие), то перед каждым из них должна стоять обратная косая черта:
```
"Driver"
=
"C:\\GML\\Bin\\GML.dll" 

"Строка поиска"
=
"Properties=\"DSN=MyDSN\""

```

Комментарии в файле должны начинаться со знака ; (точка с запятой):
```
;комментарий

[HKEY_CURRENT_USER\Software\Microsoft\Windows\CurrentVersion\Policies\Explorer]
 
;тут тоже можно комментировать 

"NoRecentDocsMenu"
=
hex
:
01,00,00,00

```